# Узьмино
Узьмино — деревня в Струго-Красненском районе Псковской области России. Входит в состав сельского поселения «Марьинская волость». Численность населения деревни составляет на 2000 год — 58 жителей, на 2010 год — 40 жителей.

## География
Находится на северо-востоке региона, в северо-западной части района, в лесной местности у реки Узминка, озёр Долгое и Круглое, около д. Заручевье, в 3 км к востоку от бывшего волостного центра деревни Сиковицы, в 30 км к северо-западу от райцентра посёлка Струги Красные, в 10 км к западу от деревни Ждани.
Уличная сеть не развита.

## История
Согласно Закону Псковской области от 28 февраля 2005 года деревня Узьмино вошла в состав образованного муниципального образования Сиковицкая волость.
До апреля 2015 года деревня Узьмино входила в Сиковицкую волость.
В соответствии с Законом Псковской области от 30 марта 2015 года № 1508-ОЗ деревня Узьмино, вместе с другими селениями упраздненной Сиковицкой волости, вошла в состав образованного муниципального образования «Марьинская волость».

## Население
| 2001 | 2002 | 2010 | 2011 |
| ---- | ---- | ---- | ---- |
| 58   | ↗72  | ↘39  | ↗40  |

## Инфраструктура
Личное подсобное хозяйство. Вывоз леса, деревообработка.
Почтовое отделение, обслуживающее д. Узьмино, — 181114; расположено в бывшем волостном центре д. Сиковицы.

## Транспорт
Остановка Узьмино на автодороге  )идентификационный номер 58К-578).